# Sološnica
Sološnica es un municipio del distrito de Malacky en la región de Bratislava, Eslovaquia, con una población estimada a final del año 2024 de 1662 habitantes.
Se encuentra ubicado al norte de la región, en el valle del río Morava y cerca de la frontera con las región de región de Trnava y con Austria.

## Demografía
| Año        | 1994 | 2004    | 2014    | 2024    |
| ---------- | ---- | ------- | ------- | ------- |
| Población  | 1460 | 1504    | 1552    | 1662    |
| Diferencia |      | +3,01 % | +3,19 % | +7,08 % |

| Año        | 2023 | 2024    |
| ---------- | ---- | ------- |
| Población  | 1653 | 1662    |
| Diferencia |      | +0,54 % |